# Yes Please!
Yes Please! je čtvrté studiové album anglické skupiny Happy Mondays. Vydáno bylo v září roku 1992 společností Factory Records a jeho producenty byli dva členové kapel Talking Heads a Tom Tom Club – Chris Frantz a Tina Weymouth. Jde o poslední album kapely vydané před jejím rozpadem, a poslední až do roku 2007, kdy vyšla deska Uncle Dysfunktional. Kapela na desce značně změnila svůj styl. Server Pitchfork Media desku zařadil mezi deset „career-killing“ alb, tedy alb, která zničila danému interpretovi kariéru, devadesátých let.
Nahrávání alba, které stálo společnost Factory Records značné množství peněz, probíhalo na Barbadosu. Když se kapela vrátila do Anglie, její zpěvák Shaun Ryder začal vyhrožovat Tonymu Wilsonovi, respektive společnosti Factory Records, že pokud mu nezaplatí, náhrávky zničí. Společnost mu nakonec zaplatila padesát liber a nahrávky dostala, avšak bylo zjištěno, že na nahrávkách není žádný zpěv, neboť Ryder nebyl na Barbadosu schopný napsat žádné texty. Později byly vokály donahrány, ale společnost Factory nedlouho po vydání desky zbankrotovala. Kritika album odsoudila, například časopis Melody Maker uvedl pouze „ne, děkuji“.
Píseň „Cowboy Dave“, která se nachází v samém závěru alba, byla inspirována hudebníkem Davem Rowbothamem, který byl roku 1991 zavražděn.

## Seznam skladeb
| Pořadí | Název                | Délka |
| ------ | -------------------- | ----- |
| 1.     | Stinkin' Thinkin'    | 4:17  |
| 2.     | Monkey in the Family | 4:41  |
| 3.     | Sunshine & Love      | 4:46  |
| 4.     | Dustman              | 3:44  |
| 5.     | Angel                | 5:51  |
| 6.     | Cut 'Em Loose Bruce  | 4:26  |
| 7.     | Theme from Netto     | 4:13  |
| 8.     | Love Child           | 5:12  |
| 9.     | Total Ringo          | 3:38  |
| 10.    | Cowboy Dave          | 7:43  |

## Obsazení
- Shaun Ryder – zpěv
- Mark Day – kytara
- Bez – Bez
- Paul Ryder – baskytara
- Rowetta – doprovodné vokály
- Gary Whelan – bicí
- Paul Davis – klávesy
- Bruce Martin – perkuse
- Paul „Kermit“ Leveridge – zpěv